# Карповка (Волгоградська область)
Карповка (рос. Карповка) — село у Городищенському районі Волгоградської області Російської Федерації.
Населення становить 1591  особу. Входить до складу муніципального утворення Карповське сільське поселення.

## Історія
Село розташоване у межах українського історичного та культурного регіону Жовтий Клин.
Згідно із законом від 14 травня 2005 року № 1058-ОД органом місцевого самоврядування є Карповське сільське поселення.

## Населення
| 1859 | 1873  | 1897 | 1915  | 2010  |
| ---- | ----- | ---- | ----- | ----- |
| 1866 | ↗1976 | ↘713 | ↗1540 | ↗1591 |